# Gail Miller
Gail Louise Miller, född 30 november 1976 i Canberra, är en australisk vattenpolospelare. Hon deltog i den olympiska vattenpoloturneringen i Sydney som Australien vann. Miller gjorde två mål i turneringen. Även brodern, boxaren Paul Miller, deltog i OS i Sydney. Gail Miller är gift med rugbyspelaren Ben Tune.